# Carei
Carei (rumænsk udtale: [kaˈrej]; ungarsk: Nagykároly, tysk: Grosskarol}/Großkarl, jiddisch: קראלי,  er en by i distriktet i Satu Mare i det nordvestlige Rumænien, tæt på grænsen til Ungarn. Byen, der har 18.957 (2021) indbyggere, administrerer landsbyen Ianculești (ungarsk: Szentjánosmajor).

## Geografi
Carei kommune ligger i den nordvestlige del af Rumænien, 99 km fra Oradea. Carei ligger i den sydvestlige del af distriktet Satu-Mare, i et slettelandskab, og den ligger 35 km fra distriktets hovedsæde, Satu Mare. Kommuner i nærheden af Carei, omfatter Căpleni, Urziceni, Foieni, Sanislău, Petrești, Tiream, Căuaș og Moftin.

## Historie
Den første omtale af byen under navnet "Karul" stammer fra 1320, og som "Károly" i 1325, men byen vides dog at have eksisteret siden 1264, da den var Kaplony-klanens domæne og centrum for Károlyi-familiens personlige domæne, der slog sig ned i regionen kort efter ungarnernes ankomst. Byens navn stammer fra ordet "karul" (på moderne ungarsk "karvaly"). Ordets etymologi kan spores tilbage til det gamle tyrkiske sprog, hvor ordet betyder spurvehøg. En anden teori er, at byen blev opkaldt efter Károlyi-familien. 
Kong Ludvig 1. af Ungarn tillod i 1346, at der blev afholdt ugentlige markedssamlinger om lørdagen i Carei som følge af Károlyi-familiens militære bedrifter. Udviklingen af den regionale handel i regionen stimulerede byens udvikling, og i 1387 ophøjer Kong Sigismund byen til amtscentrum og giver den samtidig en selvstændig jurisdiktion.
I 1845 blev der med hjælp fra grev György Károlyi bygget og åbnet et hospital. Med den nye jernbane, der blev bygget i 1887, begyndte industrien i byen at blomstre, og der blev også bygget en ny papirfabrik. I 1904 blev der indført elektricitet i byen, og indtil 1914 blev der åbnet flere folkeskoler og almene skoler, hvoraf den mest berømte var den piaristiske skole, der i dag er kendt som Școală Gimnazială Vasile Lucaciu (Vasile Lucaciu-skolen). I 1910 blev togstationen bygget, og den eksisterer stadig i dag.
Efter Østrig-Ungarns sammenbrud i slutningen af Første Verdenskrig og erklæringen af Transsylvaniens union med Rumænien tog Den rumænske hær kontrol over Carei den 19. april 1919 under Den ungarsk-rumænske krig (en). Byen blev officielt en del af det område, der blev afstået til Kongeriget Rumænien i juni 1920 i henhold til Trianon-traktaten. I august 1940, under Nazi-Tyskland, som pålagde Wien-diktatet, genindtog Ungarn i august 1940 Nordtranssylvanien (som omfattede Carei) fra Rumænien. Mod slutningen af Anden Verdenskrig blev byen imidlertid tilbageerobret fra ungarske og tyske tropper af rumænske og Sovjets styrker den 25. oktober 1944 under Slaget om Carei (en). Til minde om dette slag blev "Monumentet for den rumænske soldat" rejst i centrum af Carei; det blev indviet i 1964 og er et værk af billedhuggeren Gheza Vida. Den 25. oktober er siden 1959 blevet fejret som Dagen for de rumænske væbnede styrker.
Indtil Anden Verdenskrig bestod industrien i byen af møller, oliefabrikken Ardealul, en station til indsamling og fermentering af tobak og nogle små værksteder. I løbet af den kommunistiske periode blev Carei gradvist omdannet til en industriby.

## Galleri
- Sankt Joseph Calasanctius kirke
- Rådhus
- Károlyi-slottet
- Károlyi-slottet
- Slottets vandtårn
- Våbenskjold på Károlyi-slottet